# Фолікулярний рак щитоподібної залози
Фолікуля́рний рак щитоподі́бної за́лози — це високодиференційований тип раку щитоподібної залози, що складає близько 15% від всіх злоякісних новоутворень цього ендокринного органу. Виникає переважно в осіб жіночої статі віком понад 50 років.

## Загальна характеристика
Виникає переважно у пацієнтів з йододефіцитом, що можна пояснити постійною стимуляцією тиреотропним гормоном тиреоцитів.

## Карцинома Гюртле
Карцинома Гюртле (нім. Hürthle) — це гістологічний варіант фолікулярної карциноми, що характеризується наявністю збільшених епітеліальних клітин, насиченою еозинофільними гранулами цитоплазмою (онкоцитів). Карцинома Гюртле має вищу біологічну агресивність в порівнянні з класичним фолікулярним раком, що проявляється білатеральністю, мультифокальним ростом та метастазами в лімфатичні вузли.

## Діагностика
Фолікулярний рак щитоподібної залози важко відрізнити від фолікулярної аденоми, їх патогістологічна картина практично ідентична, тому аналіз аспіратів тонкоголкової аспіраційної пункційної біопсії (ТАПБ) дає змогу лише визначити наявність «фолікулярної пухлини». Оскільки критичним моментом в цьому випадку є наявність інвазії в капсулу залози або в судини, поставити діагноз фолікулярного раку стає можливим лише при виконанні експрес-патологогістологічного дослідження під час операції або при аналізі фінального патогістологічного матеріалу. Перевірені молекулярні або генетичні маркери цього новоутворення відсутні.

## Лікування
Лікування хірурічне — тиреоїдектомія. Після чого призначається ад'ювантна терпія радіойодом.

## Прогноз
Загальне 5-річне виживання при фолікулярному раку щитоподібної залози становить 91%, а 10-річне — 85%.
В залежності від стадії захворювання, виживання може бути:
- І та ІІ стадії — 100%
- ІІІ стадія — 70%
- IV стадія — 50%